# Бєлькова Ольга Валентинівна
Бєлько́ва О́льга Валенти́нівна (нар. 16 червня 1975, м. Черкаси) — українська політик та економістка, народна депутатка України (2019—2020).
Голова підкомітету з питань банківської діяльності, монетарної стабільності, взаємодії з Національним банком та захисту прав споживачів фінансових послуг Комітету Верховної Ради з питань фінансів, податкової та митної політики.

## Освіта
Ольга Бєлькова є випускницею Школи управління імені Джона Ф. Кеннеді 2011 року з дипломом магістра з державного управління. Ольга також отримала вищу юридичну освіту в Київському національному університеті імені Тараса Шевченка (2001) та вищу економічну освіту в Черкаському державному технічному університеті (1997).

## Трудова діяльність
- 1996—1997 — працювала у Черкаському центрі сертифікатних аукціонів на посадах реєстратора, спеціаліста-бухгалтера.
- 1999—2000 — працювала програмістом у ТОВ «Мирон Реклама».
- 2000—2003 — працювала у Громадській організації та представництві міжнародної організації «Джуніор Ечівмент Україна» на посаді юрисконсульта та заступника директора.
- 2003—2006 — начальник фінансово-адміністративного департаменту проєкту технічної допомоги «Проєкт аграрного маркетингу», місто Київ.
- 2006—2010 — працювала у Благодійній організації «Фонд Віктора Пінчука — соціальна ініціатива» на посадах директора з міжнародних проєктів та фінансово-адміністративного директора.
- 2009—2010 — член правління Всеукраїнської благодійної організації «Український форум благодійників» на громадських засадах.
- З 2011 — ТОВ «Іст Ван» на посаді менеджера проєктів.
- 12 грудня 2012 року склала присягу народного депутата України і приступила до роботи у Верховній Раді VII скликання у складі фракції політичної партії «УДАР» Віталія Кличка. У період з 2012 по 2014 рр. була членом Комітету Верховної Ради України з питань фінансів і банківської діяльності, головою підкомітету з питань функціонування платіжних систем та електронної комерції, членом Спеціальної контрольної комісії з питань приватизації.
- З 27 листопада 2014 року — народний депутат Блоку Петра Порошенка в VIII скликанні Верховної Ради України. Заступник голови Комітету з питань паливно-енергетичного комплексу, ядерної політики та ядерної безпеки.

До цього Ольга була керуючим партнером компанії EastLabs. Основним фокусом роботи Ольги в EastLabs був пошук нових команд для фінансування Eastlabs і створення програми розвитку команд в акселераторі. До цього вона була директором з міжнародних проєктів управлінської команди Фонду Віктора Пінчука. Ольга вела проєкти з інтеграції України в глобальне співтовариство, відповідала за надання міжнародних грантів, тісно співпрацювала з відомими міжнародними організаціями. Ольга керувала приватним проєктом WorldWideStudios, що надає стипендії магістерських програм провідних світових університетів молодим талановитим українцям.
Кандидат у народні депутати від ВО «Батьківщина» на парламентських виборах 2019 року, № 17 у списку. Безпартійна. 16 червня 2020 року в коментарі ЗМІ заявила, що планує скласти депутатські повноваження.

## Сім'я
Одружена з Геннадієм Журовим. Виховує двох синів.